# Резолюция 92 на Съвета за сигурност на ООН
Резолюция 92 на Съвета за сигурност на ООН е приета с мнозинство на 8 май 1951 г. по повод конфликта в Палестина.
Като се позовава на предишните си резолюции по въпроса, настояващи за прекратяване на огъня в региона, с Резолюция 92 Съветът за сигурност изразява сериозното си безпокойство по отношение на избухналите сражения в и около демилитаризираната зона, установена с Общото израелско-сирийско споразумение за примирие от 20 юли 1949 г., които продължават въпреки заповедта за незабавното им прекратяване, издадена от началник-щаба на Организацията на ООН за наблюдаване спазването на примирието в Палестина, издадена на 4 май 1951 г.
Съветът за сигурност призовава всички страни и лица в споменатия район да прекратят сраженията, напомня техните задължени, произтичащи от чл. 2, §4 от Хартата на Организацията на обединените нации и от Резолюция 54 на Съвета за сигурност, както и отговорностите им съгласно подписаното от тях Основно споразумение за примирие и в съответствие с тях призова страните да изпълняват тези задължения и отговорности.
Резолюция 92 е приета с мнозинство от 10 гласа „за“ и един „въздържал се“ – СССР.